# Бермуди на Светском првенству у атлетици на отвореном 2019.
Бермуди су учествовали на 17. Светском првенству у атлетици на отвореном 2019. одржаном у Дохи од 27. септембра до 6. октобра четрнаесто пут. Репрезентацију Бермуда представљао је 1 такмичар који се такмичио у скоку удаљ., 
На овом првенству такмичар Бермуда није освојио ниједну медаљу нити је остварио неки резултат.

## Учесници
Мушкарци:
- Тајрон Смит — Скок удаљ

## Резултати

### Мушкарци
| Атлетичар   | Дисциплина | Лични рекорд | Квалификације | Квалификације | Полуфинале | Полуфинале | Финале               | Финале       | Детаљи |
| Атлетичар   | Дисциплина | Лични рекорд | Резултат      | Место         | Резултат   | Место      | Резултат             | Место        | Детаљи |
| ----------- | ---------- | ------------ | ------------- | ------------- | ---------- | ---------- | -------------------- | ------------ | ------ |
| Тајрон Смит | Скок удаљ  | 8,34 НР      | 7,49          | 13. у гр. Б   |            |            | Није се квалификовао | 25 / 26 (27) |        |